# Trapphuset, Drottningholms slott

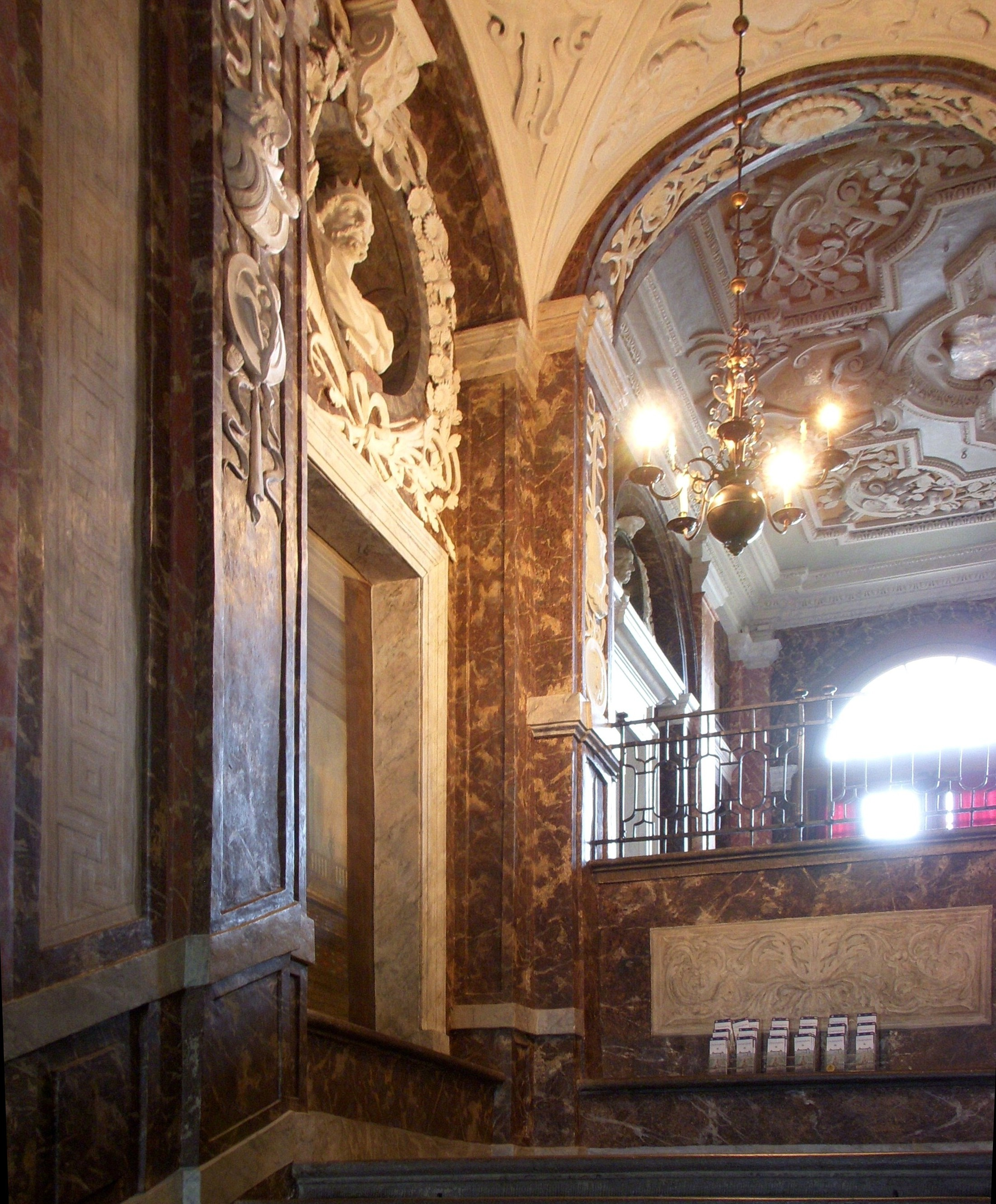
Södra trapploppet mellan bottenvåningen och huvudvåningen.

Trapphuset på Drottningholms slott skapades mellan 1665 och 1687 av arkitekterna Nicodemus Tessin d.ä. och Nicodemus Tessin d.y. med hjälp av de italienska stuckatörerna Giovanni och Carlo Carove (troligen bröder), skulptören Nicolaes Millich från Antwerpen samt målaren Johan Sylvius. Det magnifika trapphuset med tillhörande vestibuler räknas till Tessin d. ä:s mäktigaste arkitektoniska skapelser.
En illustration av det praktfulla trapphuset upprättad av Tessin d.ä. visar en sektion sett från Sjöparterren. Trapphuset blev mycket beundrat och det hävdades att det ”knappast hade sett sin like i Europa”.

## Trappans uppbyggnad

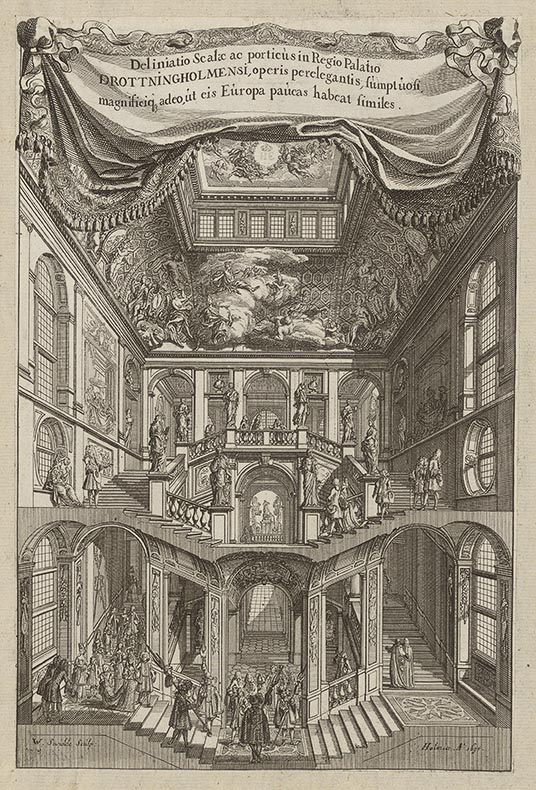
Trapphuset, Drottningholms slott. Avbildning av trappan och portgången i Drottningholms slott (Delineatio Scalae ac porticus in Regio Palatio Drottningholmensi). Gravyr av Nicodemus Tessin den äldre och Willem Swidde 1694 i Suecia antiqua et hodierna (Suecia 1-082).

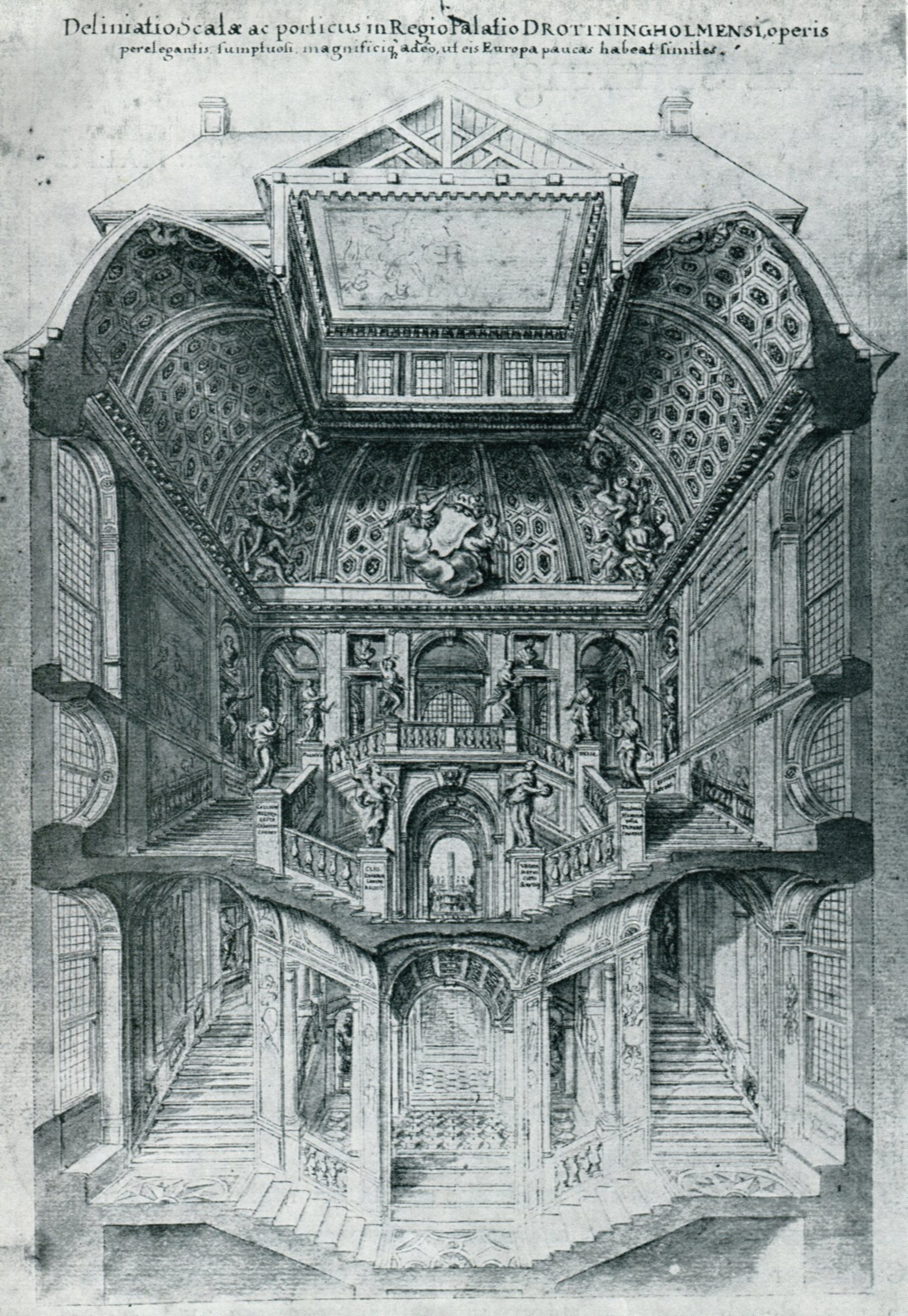
Sektion genom huvudtrappan, ritning av Tessin d.ä., förlaga till gravyr i Suecia antiqua et hodierna.

Trapphuset är centralt placerat i byggnaden och förbinder tre våningsplan; bottenvåningen, huvudvåningen och övervåningen. Genom entrén i bottenvåningen leder en pelargång i mittaxeln, som öppnar blicken över hela barockträdgården. Från bottenvåningen delar trappan sig i två trapplopp, ett i norr och ett i söder. Efter att ha passerat två vändplan möts dessa i huvudvåningens plan vid nedre vestibulen. Från nedre vestibulen fortsätter trappan upp och delar sig efter en vändpunkt åter i två armar, som förenas i övre vestibulen. Trapphuset får dagsljus via vestibulerna, trapphusfönster och genom en lanternin.

## Stuckarbeten
Redan 1665 var slottets mittparti så pass färdigställd att inredningsarbetena kunde påbörjas. Från Italien hämtades stuckatörerna Giovanni Carove och Carlo Carove, båda var släktingar, troligen bröder. Giovanni Carove formgav Hedvig Eleonoras vapensköld i entrén. Han återvände till Italien 1674. Carlo Carove blev sedan den ledande mästaren vid slottet inom sitt gebit. När han avled 1697 var trapphusets och slottets stuckdekorationer i huvudsak slutförda.

## Skulpturer
Under Tessin d.ä. tid bestämdes att trapphuset även skulle smyckas med en rad skulpturer, återgivande götiska konungar i byster och de nio muserna i statyer samt Apollo och Minerva. Uppdraget gick 1667 till  Nicolaes Millich från Antwerpen. Den första staytn som levererades 1670 var Minerva och femton år senare stod hela serien färdig.  De åtta muserna placerades på trappräcken mellan huvudvåningen och övervåningen.  Totalt 14 byster ställdes i med stuck inramade nischer i trapphuset.

## Målningsarbeten

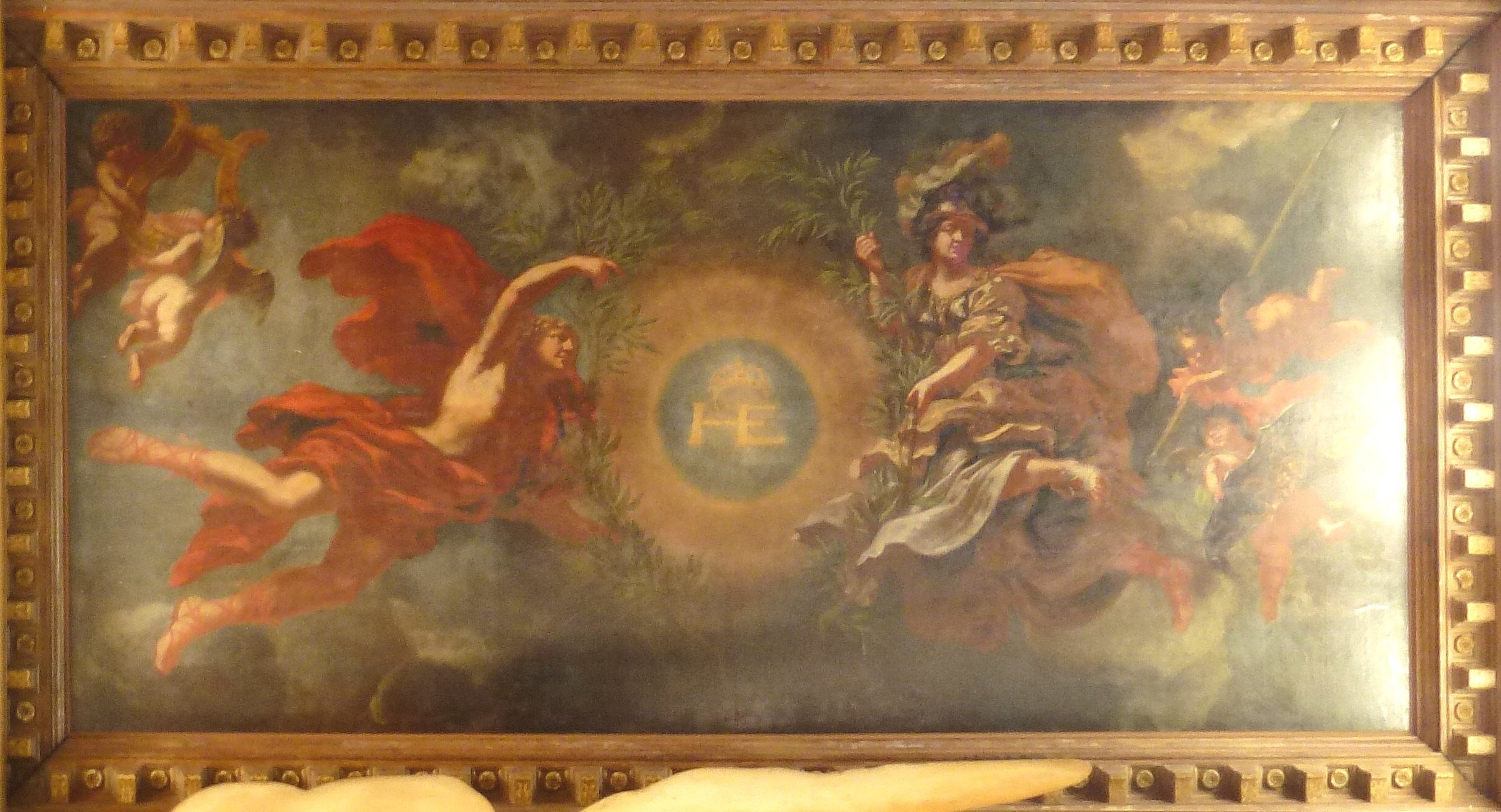
David Klöcker Ehrenstrahls plafond i lanternintaket finns högst upp i den krönande lanterninen med Hedvig Eleonoras (HE) ljusomstrålade monogram, som kröns av Apollo och Minerva.

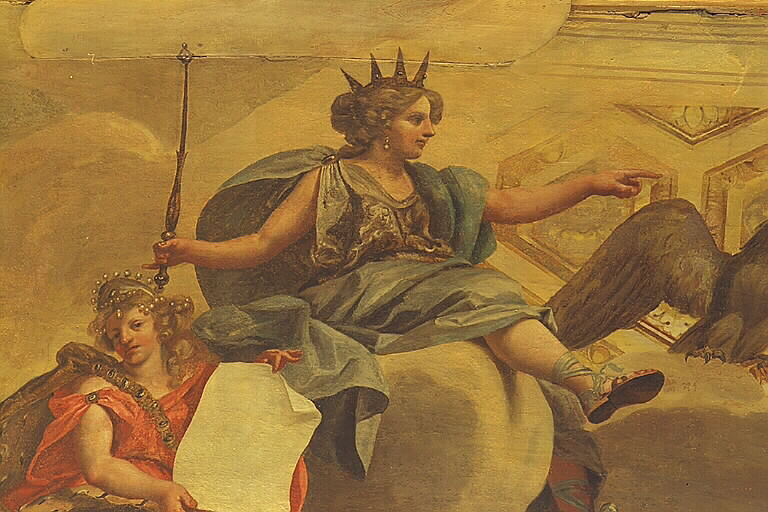
Takmålning i trapphuset på Drottningholms slott målades av Johan Sylvius.

Först år 1686, alltså fem år efter Tessin d. ä:s död, påbörjades trapphusets tak- och väggmålningar av Johan Sylvius. Nu hade Nicodemus Tessin d.y. övertagit ansvaret för slottsbygget och han fullföljde säkerligen faderns intentioner när han övervakade tillkomsten av takmålningarna i trapphus och vestibuler. Om Sylvius' väggmålningar i trapphusets övre del varit planerade av Tessin d.ä. är dock  tveksamt. När Sylvius skulle påbörja dessa, var man nämligen tvungen att först avlägsna några gipslister från väggytorna. Plafonderna i de båda vestibulerna, den övre och den nedre vestibulen, är målade av Johan Sylvius. Den övre plafonden har grekiskt motiv, medan den nedre har romerska motiv.
Den ursprungliga färgsättningen var troligen brunt och rött; med brunt till väggfälten och rött till de konstruktiva elementen. Allt utfördes i marmorering med vita och gråblåa inslag. Listverken och stuckdekorationerna målades
som vit marmor.

### Trapphusets plafond
Plafonden i trapphusets lanternin, vars fönster förser trappan med överljus, målades av David Klöcker Ehrenstrahl, bildar lanterninens tak. Motivet visar Apollo och Minerva, konsternas och vetenskapernas främsta beskyddare, genom att hålla änkedrottning Hedvig Eleonoras namnchiffer (HE).

### Trapphusets väggmålningar
Johan Sylvius fick sin inspiration från Charles Le Bruns arbeten i Versailles till de två stora väggmålningarna och skapade motiv med illusoriska perspektiv, typiska för barockens tid. Dessa tillkom någon gång under det sena 1680-talet och är utförda som freskomålningar. Under studier i Italien och Frankrike hade Sylvius lärt sig tekniken att måla al fresco och att konstruera skenperspektivistiska bilder.

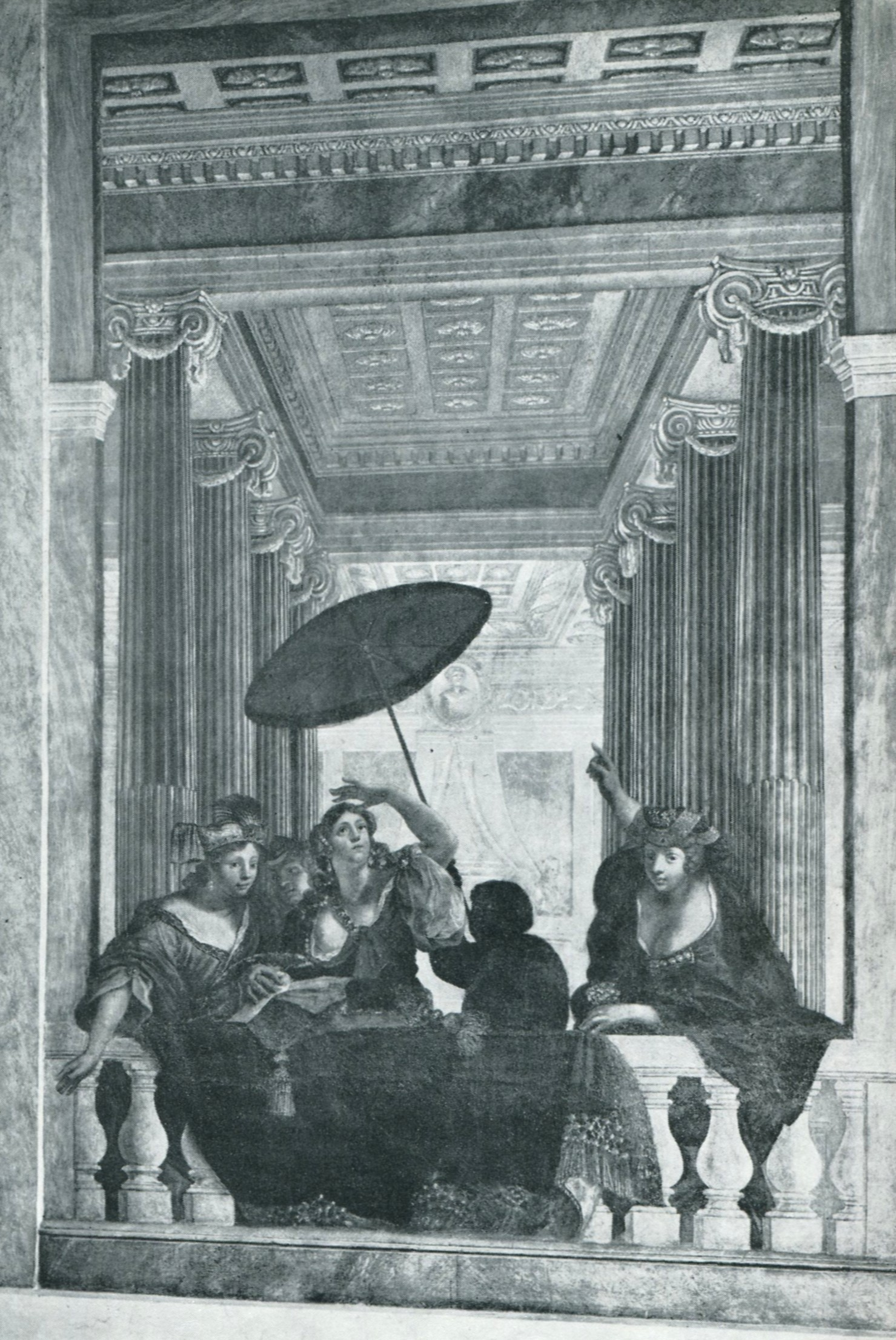
Freskomålning av Johan Sylvius 1687 i tappans övre lopp med skenperspektiv. Bakom de exotiskt klädda människorna ser praktfulla salar ut att öppna sig.
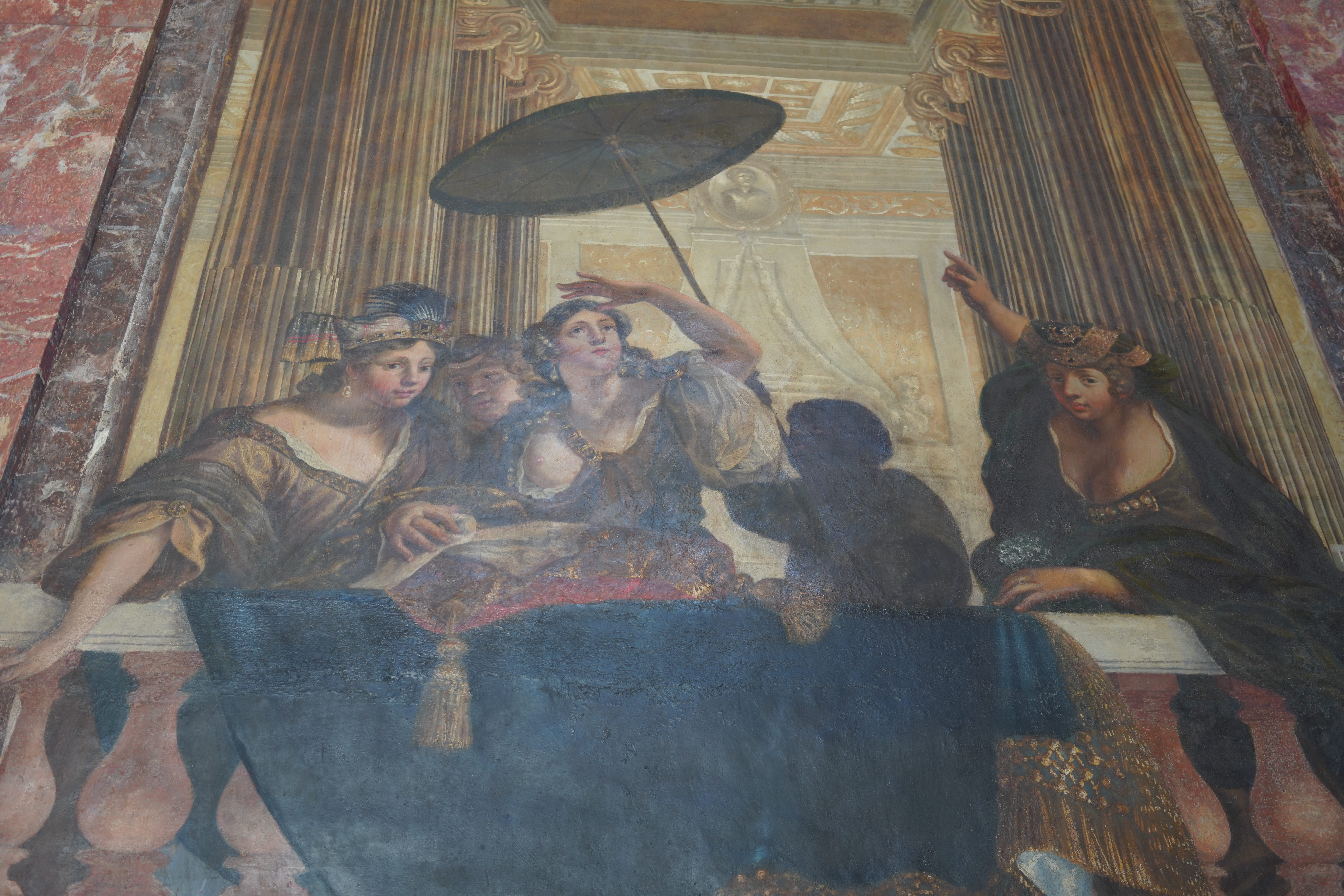
Detalj av Johan Sylvius freskomålning i trapphuset. Den är en illusionsskapande perspektivmålning, så kallad trompe l'œil, vars rum tycks sträcka sig långt in i slottet.

### Övre vestibulens plafond
Plafonden i den övre vestibulen är målad av Johan Sylvius och föreställer Olympens gudar, och har som förebild en fresk av den italienske målaren Giovanni Lanfranco i Villa Borghese i Rom. Den övre plafonden skildrar de olympiska gudarnas fest.

### Nedre vestibulens väggmålningar
Plafondmålningen i den nedre vestibulen är målad av Johan Sylvius och föreställer en romersk fältherres triumftåg. Den nedre plafonden beskriver romerska triumftåg inspirerade av skildringar på kejsarna Titus (Titusbågen) och Konstantins (Konstantinbågen) triumfbågar i Forum Romanum i Rom.

## Bilder

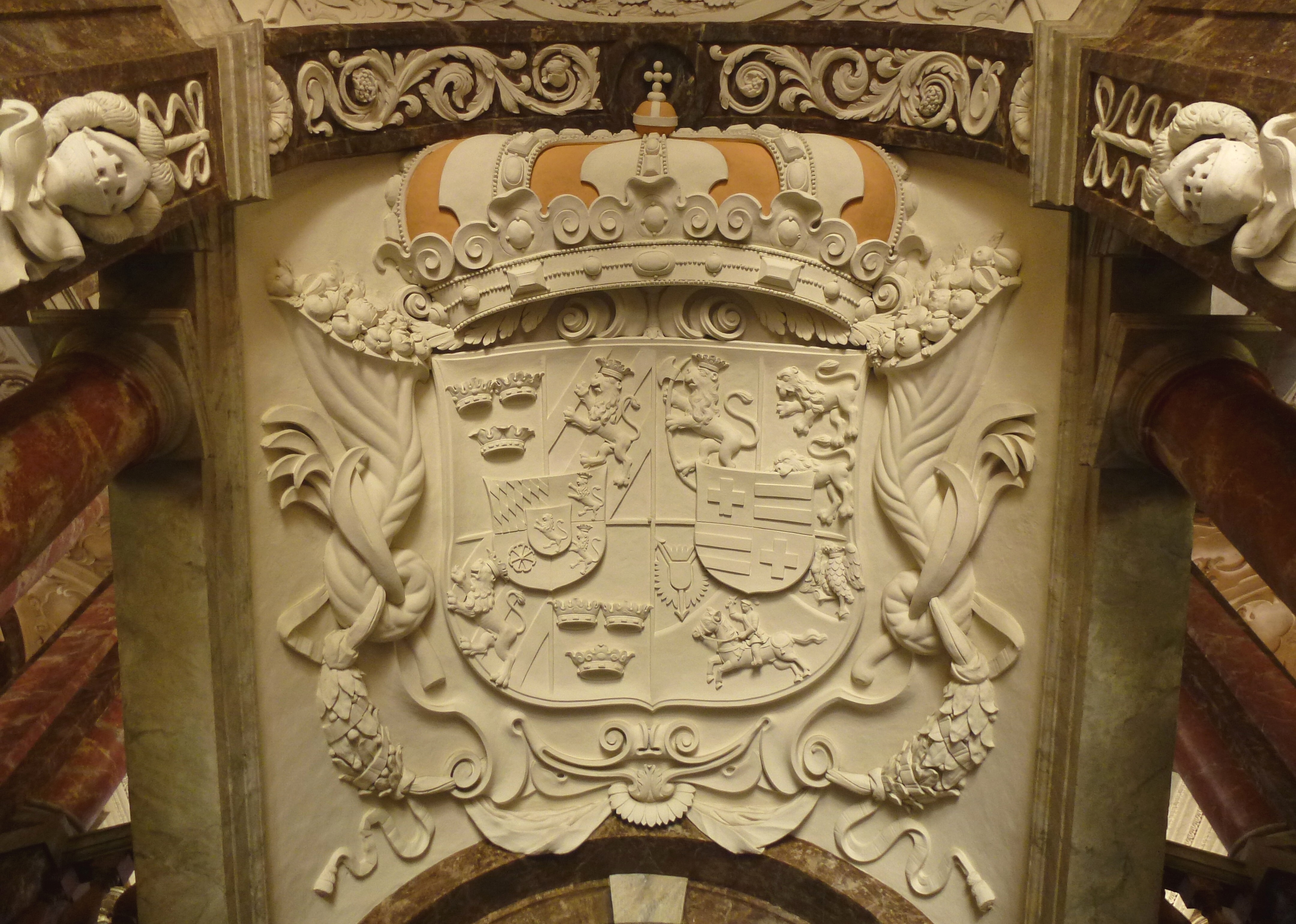
Hedvig Eleonoras vapensköld.
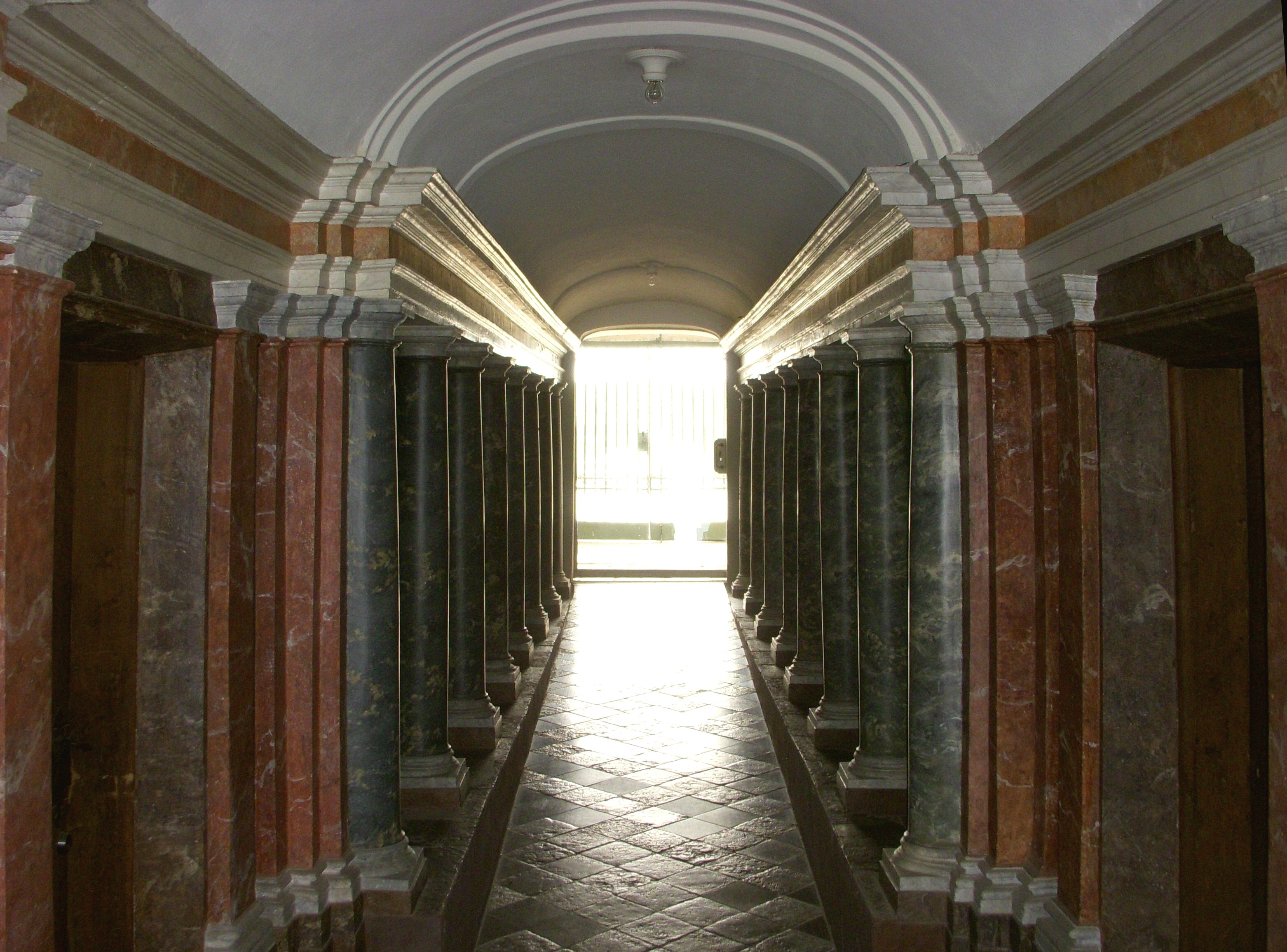
Pelargången i bottenvåningen.
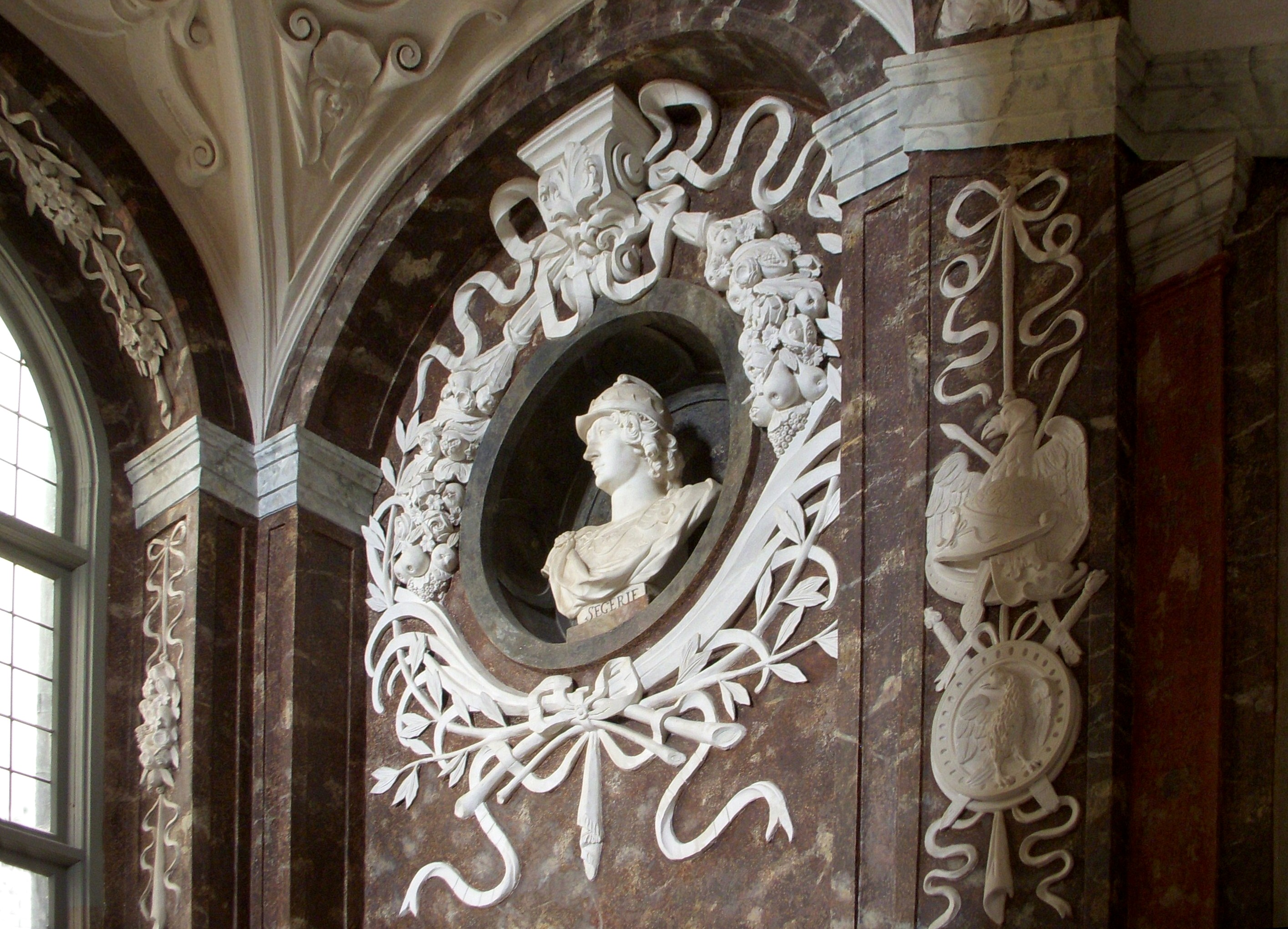
Byst i norra trapploppet.
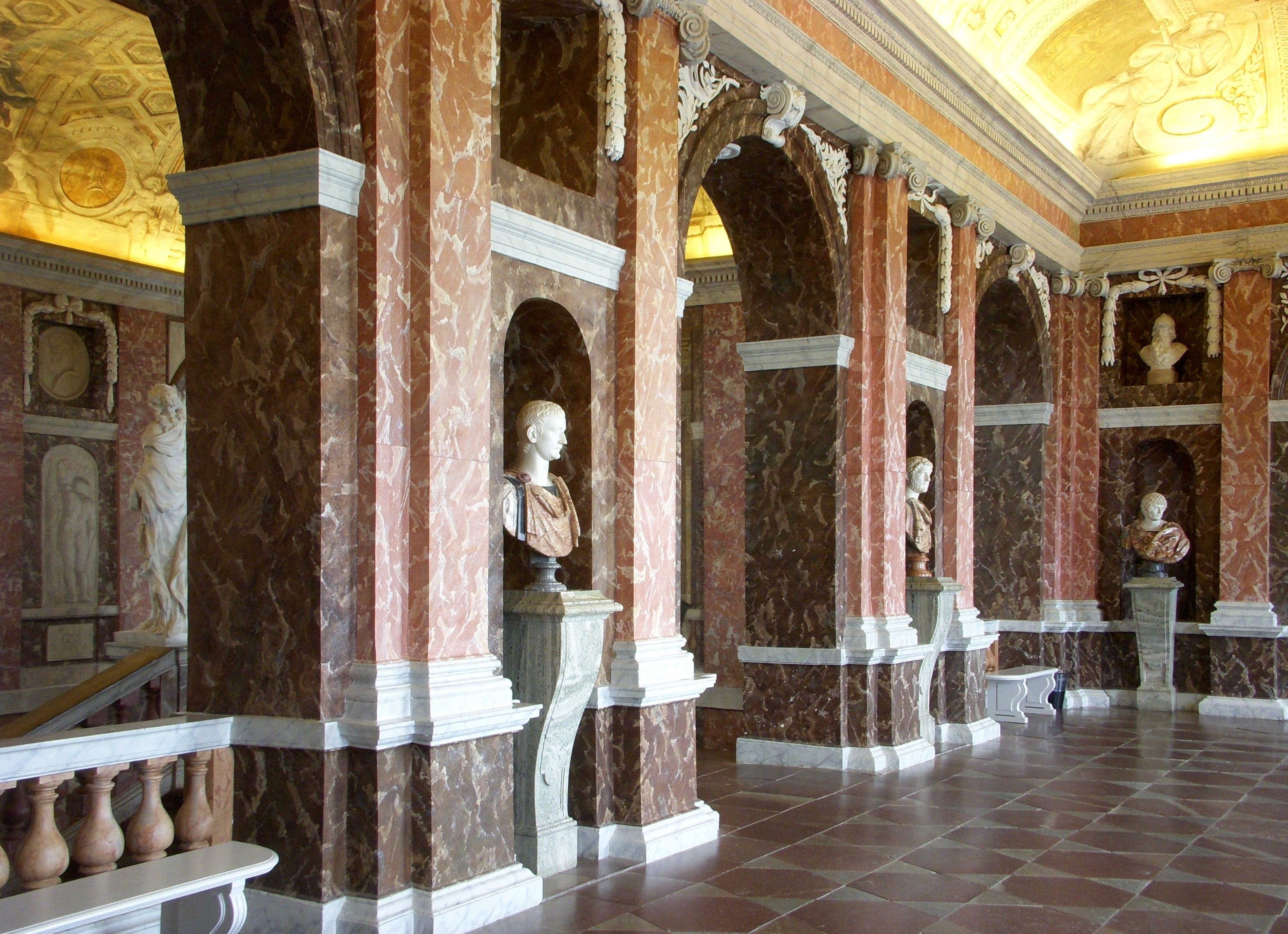
Övre vestibulen.